# Дъглас Хюлик
Дъглас Хюлик (на английски: Douglas Hulick) е американски писател на произведения в жанра фентъзи и приключенски роман.

## Биография и творчество
Дъглас Хюлик е роден през 1965 г. във Фарго, Северна Дакота, САЩ. Получава бакалавърска степен по история и английска филология в Университета на Илинойс и магистърска степен по средновековна история и антропология в Държавния университет на Ню Мексико.
Въпреки че от малък е запален читател и мечтае сам да пише, тръгва да осъществява мечтата си едва много по-късно след включването си в писателската група Wyrdsmiths в Минесота. Първоначално пише няколко разказа преди да започне първия си роман.
Първият му роман „За честта на крадеца“ от поредицата „Приказки за рода“ е издаден през 2011 г. Главният герой, Дрот, е част от сродниците – банди крадци и убийци, които вилнеят от бордеи до най-изисканите квартали, и се препитава с контрабанда на реликви. Когато главатарят му възлага задача, Дрот открива загадъчна книга, реликва, която може да повали императори и да съсипе подземния свят на престъпниците, а нея търсят едни твърде опасни хора, но е въпрос на чест да я опази. Романът става бестселър и е номиниран за награда за дебютен роман.
Писателят също така практикува и преподава исторически западни бойни изкуства, като основният му фокус е върху италианската рапира от началото на 17-ти век.
Дъглас Хюлик живее със семейството си в Минесота.

## Произведения

### Поредица „Приказки за рода“ (Tales of the Kin)
1. Among Thieves (2011)[1][2]
За честта на крадеца, изд.: ИК „Бард“, София (2013), прев. Владимир Зарков
2. Sworn in Steel (2014)